# Anison-R 〜マンガ・アニメ研究部〜
『Anison-R 〜マンガ・アニメ研究部〜』（アニソン・アール マンガ・アニメけんきゅうぶ）は、FM NORTH WAVEで放送されている音楽番組。

## 概要
放送中・過去放送を問わないアニメソングや声優ソング、ゲーム音楽、VOCALOID音楽を扱うJFL系列では初のアニメソング専門の音楽番組。
2010年11月7日（6日深夜） 毎週日曜（土曜深夜） 0:00 - 1:00に『Anison-R』（アニソン・アール）として放送開始。番組名は「アニメソング・ラジオ」を略したものであり、また末尾の「R」は「Radio」「Request」「Revival」など、色々な思いを込めたものとされている。開始当初は漫画・アニメ原作の実写作品や有名歌手歌唱のアニメソングといった独自の視点でアニメにまつわる情報を紹介する形とし、コメンテーターによるアニメ情報の解説も行われた。
2012年10月5日からは金曜23:00 - 0:00に移動し現在の番組名となり、マンガ・アニメ研究部を略して「マメ部」の愛称が使われるようになった。またリスナーの総称として「マメ部員」のフレーズが用いられており、リスナーを部活動の部員に見立てた形とした。なおリニューアル初回は番組通算100回目でもあったため生放送スペシャルとして放送された。
放送中のアニメの楽曲を紹介する際には、作品の放送時刻が北海道内局での放送局・時刻で紹介され、道内地上波未放送の作品であれば衛星放送での放送局やインターネットでの公式配信サイトが紹介される。
番組の選曲については通常一曲目はアニメのオープニングテーマ楽曲、最終曲はアニメのエンディングテーマ楽曲が流されている。
基本的に録音放送だが、周年月にあたる11月を中心に不定期に生放送が行われる。2011年4月から運用されている番組公式Xアカウントでは毎週の番組予告を中心にパーソナリティ片岡またはスタッフによる投稿やアニメ漫画関連情報の拡散を行うほか、生放送時にはリスナーからの番組公式ハッシュタグ「#マメ部」（2016年9月までは「#Anison_R」、同年10月より現ハッシュタグに変更）のついた投稿への返信も行われる。過去には放送中の楽曲情報や、2021年5月26日から2022年8月にかけては毎週水曜の収録終了直後に撮影した片岡による告知動画も発信された。
メッセージの送信については、確実に読まれたい場合は毎週月曜日中までの送信を推奨する方針が2016年3月4日放送で公表された。
過去にはABEMA「AbemaRADIO」チャンネルでも配信されており、2017年12月3日（2日深夜）からNORTH WAVE放送後の毎週日曜（土曜深夜）1:30 - 2:30に配信し、翌年4月6日から9月28日まではNORTH WAVEとの同時配信を行った。AbemaTVでの初回配信となる2017年12月1日NORTH WAVE放送分よりCM前に番組名を発する際には道外リスナーを意識し番組名の前に「北海道は札幌からお送りしている」と局所在地のアナウンスが入れられている。
2018年11月には、NORTH WAVE公式ホームページのリニューアルに伴い番組ページにてブログを開始し、Twitter同様にゲスト写真や漫画アニメ関連の話題を取り上げる。

## 放送時間
いずれもJST。
ラジオ
- FM NORTH WAVE 金曜 23:00 - 0:00（2012年10月5日 - ）

### 過去
ラジオ
- FM NORTH WAVE
  - 日曜（土曜深夜） 0:00 - 1:00[3]（2010年11月7日 - 2012年9月30日[15]）

インターネット配信
- AbemaRADIO
  - 日曜（土曜深夜）1:30 - 2:30（2017年12月3日 - 2018年4月1日）
  - 金曜 23:00 - 0:00（2018年4月6日 - 9月27日[12]）

## パーソナリティ
- 片岡香澄（2010年11月7日（6日深夜） - 2015年11月27日・2016年4月1日 - ）
  - 番組内ではヒャダインの楽曲「ヒャダインのカカカタ☆カタオモイ-C」にかけて「カカカタ片岡香澄」とも名乗っている。また、「マンガ・アニメ研究部」へのリニューアル以後はマンガ・アニメ研究部部長の扱いとなっている。2015年11月27日の90分生放送スペシャルをもって産休のため一時降板したが、2016年4月1日に復帰した[16]。

過去のパーソナリティ
- MR.OKB（アドバイザー[17] 2010年11月 - 2011年初頭頃）
- ハイジ（2015年12月4日 - 2016年3月25日・2019年2月15日）
  - 片岡の産休による代演、マンガ・アニメ研究部の副部長という扱いとなっていた。
  - 2019年2月15日放送では片岡のインフルエンザ休養に伴い事前収録の「とあるマメ部の保健室」を除き再度代理パーソナリティを担当[18][19][20]。

## 番組進行
- オープニング
- 1曲目
- リスナーメッセージ紹介
- 2曲目
- マメ部日誌
- 3曲目（主にマメ部日誌採用メッセージ投稿者からのリクエスト）
- 4曲目
- かすみのお部屋
- 5曲目
- ボカロコーナー・6曲目
- 7曲目
- エンディング

## 現在のコーナー
マメ部日誌
テーマに合わせたリスナーからの報告メッセージとリクエストを募集するコーナー。コーナーBGMには栗コーダーカルテット「午前3時の植物園」が用いられる。2012年10月のマンガ・アニメ研究部リニューアルに伴っての新コーナーとして、10月6日（5日深夜）の放送で初回テーマ「秋アニメ」で募集が開始された。
メッセージテーマは当初は月替わりで番組側が用意していたが2014年頃からはリスナー発案のものが主に用いられており、発案者からの報告メッセージは主に最終週の次回テーマ発表時または新テーマ第1週目の最初に紹介される。
2016年頃からは1ヶ月間のなかで2週替りで複数のテーマを取り上げたり、2018年1月からは最終週の実施にてテーマを定めない「フリー」としてメッセージ募集をする場合がある。
毎年3月頃は卒業式シーズンに因んだ「卒業アニソン」のテーマでの募集が慣例となっている。
2024年11月22日・29日と12月13日・20日にはWOWOWドラマ「ゴールデンカムイ -北海道刺青囚人争奪編-」とのコラボレーション企画を展開。「実写版ゴールデンカムイ」をテーマに実写映画・ドラマ版に関するメッセージを紹介、この他序盤のメッセージパートでもアニメ・漫画版の感想や聖地巡礼といったドラマ版以外のゴールデンカムイに関するメッセージも紹介し、コーナーの終盤では11月は12月1日放送のドラマ版最終回・12月は12月31日放送の実写映画とドラマシリーズ一挙放送の告知を実施。実写関連のメッセージ投稿者から10名にドラマ版オリジナルトートバッグをプレゼントした。また実写版のキャラクター人気投票も行われ12月20日放送で結果発表を行い、3位アシㇼパ・2位白石由竹・1位杉元佐一となりこの他トップ3圏外のキャラクターへのメッセージも紹介された。また本番組の他12月24日の「GOGO RADIO COMPANY」・28日の「ステドラ!～STATION DRIVE SATURDAY」といった昼の情報番組にも片岡が「ゴールデンカムイ応援隊長」としてゲスト出演しドラマ版ゴールデンカムイのPRを行った。
かすみのお部屋
パーソナリティ片岡の名前を冠した週替り企画コーナー。主にゲストパートを中心に片岡のお勧め作品の紹介、新譜アニソン紹介、北海道内で行われるアニメ漫画関連のイベント情報等サブカル関連トピックスの紹介、番組主催イベントの案内が行われる。コーナー時のBGMはクレモンティーヌ「ラムのラブソング」が用いられる。アニソン系アーティスト以外の歌手によるアニメ・ゲーム曲はこのコーナーで流れることが多い。「とあるマメ部の保健室」「マンガ同好会」実施時は行われない。
ゲストパートについてはインタビューが本コーナーで組まれていたが、2019年11月からはインタビューの他週に複数組の歌手からのゲストメッセージがある際に通常の独立のメッセージパートの後本コーナーでメッセージが放送される場合や、特集企画週時のゲストメッセージが本コーナーで放送される場合があり、メッセージの場合はメッセージゲストが序盤挨拶で「かすみのお部屋にお邪魔します」と発するのが慣例となっている。
マメ部リニューアル以降は公開録音でのゲストトークが「かすみのお部屋 ○○（公録開催場所）出張版」として行われている。
片岡産休のためハイジによる代理パーソナリティとなった2015年12月4日から2016年3月25日には「ハイジのお庭」として実施され、BGMにはクレモンティーヌ「おしえて」が用いられた。
生放送スペシャル時には、「かすみと電話」として事前募集した電話希望リスナー1名または2名と生電話を繋いでの逆電トークを実施する。
アニソンリバイバル
懐かしのアニメソングのリクエストを取り上げるコーナー。「アニリバー」「アニリバ」の通称がある。2013年ごろからは不定期実施。コーナー時のBGMは「俺の妹がこんなに可愛いわけがない」オリジナルサウンドトラックより神前暁「とある日常の背景音楽」が用いられる。リクエストは過去3年以上前の楽曲が対象となっており、2015年10月16日放送にて懐かしの基準がわからないというリスナーからの意見メッセージを受けて設定された。
Anison-R時代には、特番放送や生放送の際に「アニソンリバイバルクイズ」としてプレゼントクイズが出題される場合があった。また、声優・アニメソング歌手・漫画家などアニメ・サブカルチャー関係者の訃報があった際には追悼の意を込めて関連したアニメソングが取り上げられる。
2013年5月には、マメ部日誌の同月月間テーマ「子どもの頃見ていたマンガ・アニメ」がリバイバルコーナーと日誌コーナーの合体企画扱いとして行われ、リバイバルコーナー単体では実施されず懐かしのアニソンは日誌コーナー内で放送された。
当初は主に昭和時代から2000年以前頃までのアニメソングが取り上げられていたが、2012年10月のマメ部リニューアル以降はリクエスト対象曲の幅が拡大され2000年代以降の旧作深夜アニメの楽曲も流されるようになった。
2016年から2018年にはゴールデンウィーク中の放送でこのコーナーのスペシャルが実施され、以降も不定期にスペシャル放送の中心企画として用いられる場合がある。
2022年4月5日にはリスナーからのボイスデータを集めてのタイトルコール音源制作が発表され、4月22日の番組放送開始前までデータ応募を受け付け、4月29日のリバイバルスペシャルより使用を開始。その後2023年時点では使用を終えている。
ボカロコーナー/ボーカロイドチューン
初音ミクなどVOCALOIDを用いた楽曲のリクエストを取り上げるコーナー。毎週の最終曲の前に行われる。番組ホームページでは「ボーカロイドチューン」の名称で紹介されているが、番組内では「ボカロコーナー」とアナウンスされている。2016年頃からは不定期実施。
マメ部リニューアル以前は同コーナーのその週の選曲がリクエスト者の名前の一部をとり「○○チョ」としてアナウンスされていた。なお、番組側による選曲の場合は「アニチョ」とアナウンスされていた。2013年4月 - 2015年6月は主に最終週の「るきるき☆ナイトフィーバー」放送時は行われなかった。
とあるマメ部の保健室
リスナーからの悩み相談メッセージや元気の出るアニメソングのリクエストを受け付ける不定期コーナー。片岡が保健室の先生になり替わり悩み相談メールに答える。2014年3月28日の放送で案内が行われ、4月4日の放送で第1回が実施された。
2019年2月15日放送では、DJ和をゲストに迎え「とあるマメ部の保健室出張版」を放送。さっぽろ雪まつり大通西11丁目会場控室にて収録しFM NORTH WAVEステージでのアニソンDJプレイイベント終了直後の和がリスナーからの各種質問に答えた。
マメ文庫
リスナー間で名作漫画を共有するコーナー。リスナーから寄せられたお勧めの漫画作品メッセージの中から毎月1作を「指定図書」として選抜しその月の初回放送にて発表し、月内に読み込んだ上で感想を募集し月内の最終放送にて片岡が指定図書作品の感想を述べた後リスナーからの感想メッセージを紹介する。2020年4月3日放送のマメ部日誌内で発表、4月のマメ部日誌テーマ「お勧めの漫画作品」に寄せられたメッセージの中から指定図書を選ぶこととし5月1日より山口つばさ「ブルーピリオド」を初回5月の指定図書に設定し募集開始。なお感想メッセージは第1巻のみなど序盤のみ読んだ感想の投稿でも可能となっている。また最終金曜にスペシャル放送が行われる月の場合は、感想募集締切と紹介を最終金曜の前週に繰り上げて実施。2020年11・12月、2021年1・2・11・12月、2022年1月から9月・11月以降は休止となり2023年時点では不定期企画扱いとなっている。
2021年4・5月には、片岡と親交のある店員が勤務する未来屋書店桑園店を始めとした道内の未来屋書店・アシーネでの「コミックでGOTO読書」キャンペーンの紹介作品から指定図書が選定され、4月の指定図書作品・小玉ユキ「青の花 器の森」に片岡のコメントによる本コーナーのPRを兼ねたPOP広告が掲示された。
アニカバー
カバー楽曲アニメソングのリクエストを募集・紹介するコーナー。2021年1月のマメ部日誌テーマ「あなたの好きなアニソンカバー」から派生した1月22日「あなたの好きなアニソンカバーリクエストスペシャル」にてカバー楽曲専門コーナーの設置を発表し、2月12日放送にて開始。BGMには栗コーダーカルテット「やさしさに包まれたなら」が流れる。なおコーナー名は仮称状態で開始し正式コーナー名案もリスナーから募集するとしていたが、当初のコーナー名のまま継続している。
ささやまさやがささやきます
セブン&アイ・クリエイトリンク「“お家からはじめる” Dream声優オーディション ～君の声が未来を切り開く～」2022年度開催にてアリオ札幌店グランプリを受賞したささやまさやをメインに据えた月1回実施の企画。2023年6月23日放送「マメ部日誌」コーナーでのささやまのゲスト出演時に個人コーナー企画を発表、7月28日開始。Twitterハッシュタグ「#さややきます」を通じ推しへの愛のメッセージ、ささやまに演じてほしいセリフ、キャラクター設定のアイデアを募集しコーナー内で演じるとしていたが、片岡とささやまの2名の出演で主にアニメ・ゲーム関連の推し活を中心としたささやまの近況に関するトークを展開する。
Anison-R的聖地巡礼マップ
リスナーからアニメ関連聖地の地元自慢や、聖地巡礼先に関する感想報告などといったアニメ聖地巡礼に関するメッセージを募集・紹介し47都道府県制覇を目指すコーナー。2023年7月28日放送で案内・募集開始、8月4日開始。毎回一つの都道府県をテーマにその都道府県の聖地にまつわるメッセージを取り上げる。BGMにはファミリーコンピュータ版ドラゴンクエストBGM「序曲」が流れる。
イケボ☆パラダイス
イケメンボイスな男性声優楽曲のリクエストを募集するコーナー。2025年7月11日放送で案内・募集開始。BGMには離婚伝説「眩しい、眩しすぎる」が流れる。

## 過去のコーナー
yuiyuiのThis Week Recommend
番組スタッフyuiyuiのお勧めアニソンを取り上げるコーナー。マメ部リニューアル後に消滅。
北翔大学からのお知らせ
北翔大学の大学案内やイベント案内を行うPRコーナー。2013・14年6月 - 8月実施。
るきるき☆ナイトフィーバー
ニコニコ動画「踊ってみた」などで活動する北海道在住踊り手・砂糖るき と片岡の二人で送る最終金曜放送のVOCALOID関連コーナー。主に砂糖の近況報告や最近のおすすめのマンガ・アニメの話題が語られた後、VOCALOID楽曲が放送するとともにリスナーから砂糖へ向けてのメッセージも紹介する。コーナーBGMにはsamfree feat.巡音ルカ「ルカルカ★ナイトフィーバー」のオフボーカル版（「ダメダメよ☆」のフレーズのみボーカルあり）が流れていた。
2013年4月5日の放送で最初の案内が行われ、4月26日の放送で初回放送。最終金曜にスペシャル放送が行われる月の場合は、最終金曜の前週に繰り上げて放送。砂糖の活動休止のため2015年6月30日をもって終了。
代アニわがままちゃんねる
代々木アニメーション学院札幌校のイベント案内を行うPRコーナー。2015年12月4日開始、2016年1月29日終了。コーナーBGMにはチマメ隊「ときめきLOOPにのって」のオフボーカル版が流れる。
ほくマメ
片岡と月替りの北海道芸術高等学校のマンガアニメ好きな現役生徒2名をゲストに迎え、同校の学校案内とともにアニメマンガ関連のトークを行う主に月一回放送のコーナー。第1期は2016年6月17日から2017年2月24日、第2期は不定期コーナー扱いとして2018年7月27日放送から2019年2月22日まで実施。2016年8月・11月・12月、2018年8月・11月、2019年1月は休止。
2016年から2017年の第1期実施では、北芸生徒が片岡とリスナーを巻き込み作り上げる企画をコンセプトとし主に月替わりでアニメに関する投票企画を行い、北芸生徒の選んだ候補からインターネット投票を受け付け結果は翌月の放送で発表された。BGMには DJ TAMAリミックスの北海道芸術高等学校校歌が流れ、コーナーの前後には北芸生徒が制作したミニドラマ仕立てのジングルが流れた。2018年からの第二期実施では毎回ある一つの生徒おすすめ作品をテーマにトークを行った。
マンガ同好会
番組スタッフのyuiyuiと共に、面白いマンガをただひたすら追求しマンガについて大いに語り合いピックアップする不定期コーナー。リスナーからお勧め漫画のメッセージを募集し紹介するとともにyuiyuiも最近のお勧め漫画を語る。2015年5月1日放送で案内・募集開始、5月15日放送で第1回実施。2019年1月25日放送でのyuiyui卒業に合わせたスペシャル実施をもって終了。
アニソンアフタースクール
オンライン配信サービス「AfterSchool」スポンサードによる単発コーナー。2021年12月10日実施。AfterSchoolでの目標達成ボーナスとして本番組への出演権が与えられ、出演権を得た配信者から城姫chanをゲストに迎え、片岡とアニメなどに関するトークを行うとともにゲストのリクエスト曲や活動予定情報も取り上げた。
あみの小部屋
セブン&アイ・クリエイトリンク「“お家からはじめる” Dream声優オーディション ～君の声が未来を切り開く～」2021年度開催にてアリオ札幌店グランプリを受賞した愛美（西村愛美）による不定期企画。2022年9月2日より開始、主に月一回実施し、愛美の上京に伴い2023年3月4日放送で終了。
2022年9月の初回では愛美が片岡とトークを展開するとともに愛美の選曲したアニメソングを取り上げたが、その後10月14日放送の第2回からは愛美単独での進行となり「アミのchallenge to the future!」（通称「アミチャレ」）と銘打って未来に向かっての声を用いた様々なチャレンジ企画に挑戦する内容となり挑戦企画のアイデアをTwitter「#アミチャレ」タグで募集した。また2023年3月の最終回終盤では愛美と片岡のトークも行われ声優を目指しての上京に向けての意気込みが語られた。

## 特別企画
- ベストアニメ&アニソンアンケート
  - Webアンケート投票で2011年のベストアニメ作品・アニメソングを決める年末企画。2011年12月6日から12月18日まで募集し、2011年内最終放送となる12月25日（24日深夜）の放送で結果発表された。アンケート参加者には番組オリジナルキャラクターの描かれたパソコン壁紙・携帯待受画像が配布された。当初は12月12日までの募集であったが寄せられた回答がバラバラだったため締め切りが延長された。

- Anison-R的紅白
  - その年を代表するアニメソング楽曲をリクエストし、年内最終放送でリクエスト数の多い楽曲を対決形式で紅白交互に得票数5位から1位の順で取り上げるNHK紅白歌合戦を模した年末企画。企画名は当初2012・13年は「"Anison-R的"紅白歌合戦」、16・17年は「Anison-R的リクエスト紅白」、その後2018年以降は「Anison-R的紅白」で継続されている。
  - 順位発表時にはNORTH WAVEのヒットチャート番組「SAPPORO HOT 100」と同様のタック・ハーシーの声による「Number ◯（順位）」の効果音が用いられる。
  - 2012・13年は本家紅白歌合戦同様全曲終了後リスナーからの投票で勝敗を決め、VOCALOID類は全曲終了後の投票受付時に別枠で流すためリクエスト対象外とした。

2012年は11月30日放送で案内され、12月25日まで大御所・声優1組ずつを必ず含むリスナーから紅白それぞれ5組ずつのリクエストを受け付け12月28日2時間生放送スペシャルにて結果発表が行われた。
2013年は11月29日放送で案内され、12月24日までリクエストを受け付け12月27日2時間生放送スペシャルで結果発表された。2012年と異なり大御所・声優を必ず含めるルールは撤廃し、リクエストは2013年にリリースされた楽曲を対象とした。紅白とも最終曲は最多投票を集めた楽曲が放送された。
2014年は後続番組「Weekend Echo」生放送のため2時間生放送枠が確保できなかったため行われず代替として2014年ベストアニソン企画が行われ、2015年は年末リクエスト企画が行われなかった。
2016年は3年ぶりに実施され、本年以降はその年のアニメソングから紅白一組ずつのリクエストを受付ける形をとり勝利チーム投票は廃され1位曲発表前に「かすみのお部屋」コーナーとして5位圏外曲と片岡選曲によるその年のベストアニメソングが放送されている。5位から2位は主にワンコーラス、1位はフルコーラスで放送。
12月15日放送にて案内され12月26日までリクエストを受け付け、12月30日放送で発表、リクエスト者の中から16名に番組ステッカーをプレゼント。
2017年は12月8日放送にて案内され当初12月25日までリクエストを受け付け、その後翌日12月26日14時までに延長受付の後12月29日放送で発表。紅白の1位曲リクエスト者からそれぞれ1名ずつに1位楽曲にちなみけものフレンズとドラゴンボール超のグッズセットをプレゼントした。
2018年は12月14日放送にて案内され当初12月24日までと25日昼までリクエストを受け付け、12月28日放送で発表。なお28日の番組内では「Anison-R的リクエスト紅白」の名称が用いられた。全てのリクエスト者の中から1名に番組オリジナル福袋をプレゼント。
2019年は12月6日放送にて案内され12月24日までリクエストを受け付け、12月27日放送で発表。また生放送での紅白結果発表は2013年以来6年ぶりとなった。
2020年は12月4日放送にて案内され12月21日までリクエストを受け付け、2021年1月1日放送で発表。
2021年は12月3日放送にて案内され12月20日までリクエストを受け付け、12月31日放送で発表。
2022年は12月2日放送にて案内され12月18日までリクエストを受け付け、12月30日放送で発表。
2023年は12月1日放送にて案内され12月18日までリクエストを受け付け、12月29日放送で発表。
2024年は12月6日放送にて案内され12月22日までリクエストを受け付け、12月27日放送で発表。
- 2014ベストアニソン
  - 2014年のベストアニメソングのリクエストをリスナーから募集し、人気曲をランキング形式で発表する2014年を回顧する2015年年始リクエスト企画。2014年12月12日放送で案内され12月21日まで1人5曲を上限にリクエストを受付け、2015年最初の放送となる1月2日に上位10曲を10位から順に発表した。上位曲目は以下の通り。

- DJ和新春開運ミックス
  - アニメソングDJ・DJ和が主に毎年1月最初の放送にて新年挨拶のゲストメッセージとともに番組オリジナルのアニメソングミックスを放送する。2013年1月より実施され、2016年より「新春開運ミックス」のタイトルが定番化している。2015年・2020年は実施されなかった。
- Radikoでマメ部を広め隊
  - 2015年8月1日のFM NORTH WAVEのRadiko配信開始を記念して8月を「マメ部宣伝強化月間」と銘打ちRadikoで番組を聴けるリスナーを対象に番組宣伝を行う「マメ部広め隊員」を募集し、リスナーから寄せられた隊員としての意気込みや宣伝方法を添えたエントリーメッセージや番組宣伝活動の報告を紹介する1ヶ月間限定のコーナー。
  - 月末8月28日の放送ではこれまでのメッセージの中から優秀なリスナー3名が発表され、優秀者には表彰状・アニメグッズ・マメ部カードがプレゼントされた。コーナーBGMにはあんこうチーム「それゆけ!乙女の戦車道!!」のインストゥルメンタルバージョンが流れた。
- MADOGATARI展が札幌にやってくる!!
  - アニメ制作会社・シャフト設立40周年記念の展覧会「MADOGATARI展」の2016年2月9日 - 14日の札幌開催に合わせ、同展の情報発信を行うとともにシャフト作品の楽曲やリスナーからのシャフト作品関連メッセージを取り上げる期間限定コーナー。2016年1月22日から2月12日まで実施。コーナーBGMにはClariS「ナイショの話」が流れた。
- Anison-R公式キャラクター名募集
  - 2011年にマチのデザインにより番組ポスター向けに描かれ[58]、番組Twitterアカウントのアイコンなどに用いられている番組公式キャラクター・通称「アニソンちゃん」のこれまで設定されていなかった正式名称を番組ステッカー製作決定を機にリスナーから募集する。
  - 2016年10月7日放送でステッカー製作決定とキャラクター名公募が発表され10月16日までキャラクター名案を公募し[59]、10月21日放送で番組で選考し選ばれた最終候補4案を発表[60]、10月28日23時45分までTwitterとメールで投票を受付け同日の番組生放送スペシャルにて片岡香澄の「カ」・ノースウェーブの「ノ」・ハイジの「ハ」を合わせた「カノハ」に決定[60][61][62]。発案者には番組ステッカーと艦隊これくしょん -艦これ-グッズがプレゼントされた[63]。
- あなたの願いをマメ部と、かのはが応援します!
  - いつも頑張っているリスナーを応援すべく、合格祈願や叶えたい夢に関するメッセージと自分を後押しするアニメソングのリクエストを募集・紹介する2017年2月限定の特別企画。毎週の採用者1名に番組オリジナルの絵馬をプレゼントする[64][65]。2017年1月27日放送で案内・応募開始、2月3日放送から紹介開始、2月24日終了。コーナーBGMにはyozuca*「サクラサクミライコイユメ」のオフボーカル版が流れる。
- 「天気の子」プレゼント企画[66][67]
  - 新海誠監督の最新アニメーション映画「天気の子」公開に合わせ、同作へのメッセージを募集・紹介し関連グッズをプレゼントする。2019年7月5日放送では第一弾として応援・意気込みメッセージの募集が案内され公開前日の7月17日まで受け付け7月12・19日放送（19日のみ「かすみのお部屋」コーナー）にて紹介し抽選で10名にオリジナルTシャツをプレゼントし、7月19日放送では第二弾として感想メッセージの募集が案内され7月28日まで受け付け7月26日放送のかすみのお部屋コーナーにて紹介し抽選で3名にオリジナル腕時計をプレゼントした。
- かののお部屋[68][69]
  - セブン&アイ・クリエイトリンクの声優オーディション企画「“お家からはじめる” Dream声優オーディション ～君の声が未来を切り開く～」にてアリオ札幌店のグランプリを受賞した小学生・鈴木楓乃が、グランプリの副賞としてスタジオ出演し片岡とのトークを展開するアリオ札幌とのコラボによる企画コーナー。2020年11月20日開始[70]、12月11日終了[71]。オーディションで発したアリオPRアニメの台詞の実演を交えつつ日常に関するインタビューを行い、コーナーの最後には鈴木が選曲したアニメソングが流された。

## 番組グッズ
マメ部カード
2012年10月15日に開催された「Anison-R 〜マンガ・アニメ研究部〜 リニューアルパーティー!!」以降配布される番組メンバーの証となる会員証型のラミネートカード。番組主催の一部イベントにおいて「入部届」に記入したリスナーや、番組にインタビューゲストとして出演したアーティスト、「ほくマメ」コーナーに出演した北海道芸術高等学校生徒、一部特番でのリスナープレゼントで配布されている。
これまでの番組スタジオゲストのうちMay'n、堀江由衣、やなぎなぎ、きただにひろし、中川翔子、いがらしゆみこが「名誉顧問」扱いでカードを進呈されている。
通常のオレンジ色のカードサイズの他2019年にはプレゼント用にA4サイズの巨大バージョン、2020年にはカードホルダー特典のブラックカードも制作された。
マメ部員の心得
マメ部カードの裏側に書かれた、リスナーとしての心得。
1. 日々マンガ・アニメを調査研究し、部長の片岡香澄に報告するべし!
2. 番組・イベントに出来る限り参加するべし!
3. Anison-Rをより多くの友達に広めるべし!

オリジナルステッカー
マイムコーポレーションのグッズ制作サービス「MYDOO」の協力で制作された、番組オリジナルキャラクター「カノハ」が描かれたステッカー。2016年11月4日放送以降主にその週の初投稿者を中心に毎週1名のリスナーにプレゼントされていたが、2019年11月29日放送にて希望者への不定期プレゼントに変更され実質的にプレゼント企画は消滅している。この他番組にゲスト出演したアーティストにもマメ部カードとともに手渡されている。
当初はオレンジを基調としたデザインとなっていたが、2018年5月11日放送でのプレゼント分よりピンクを基調とした新デザインに変更された。
オリジナルミニ絵馬
マイムコーポレーションのグッズ制作サービス「MYDOO」の協力で制作された、番組キャラクター・カノハの和装イラストが描かれたミニ絵馬ストラップ。2017年2月限定コーナー「あなたの願いをマメ部と、かのはが応援します!」の採用者プレゼントとして登場し、その他同年9月のリスナーサンクスウィークプレゼントにも使用。
10周年記念カードホルダー
2020年11月の番組10周年に合わせた番組グッズとしてカードホルダーとストラップのセットを制作しNORTH WAVE公式通販にて数量限定販売する。2020年8月29日放送にてグッズ制作決定を発表し、9月4日放送にて商品化候補としてサコッシュ・エコバッグ・Tシャツ・カードホルダー&ストラップが挙げられ、番組Twitterアカウントでの投票アンケート付きツイートを中心に9月25日までリスナー投票を実施。アンケート付きツイートはアンケート機能の最長回答期間が7日間のため1週間に1度ずつ投稿されるが、投票可能数は約1か月間の投票期間内を通し1人につき1票のみの投票とした
10月2日放送にて投票結果を発表し最多得票のカードホルダーの商品化を決定し、11月6日の10周年スペシャルに合わせBASE内のノースウェーブ公式通販サイトにて100個限定で発売。番組ロゴの入った抗菌ネックストラップをあしらい特典として片岡のサインとメッセージを入れた「ブラックマメ部カード」を封入し、2023年まで販売された。
オリジナル手作り缶バッジ
赤地に白抜きで番組の愛称「マメ部」のロゴを入れた丸型の缶バッジ。2022年11月11日放送の生放送スペシャルにてプレゼントされた。また2023年4月30日開催の番組ファンミーティングイベントではマメ部カード持参者を対象にピンクバージョン、2024年4月5日放送でのリスナープレゼントとして白地に水色で「祝700回!」のコメントを添えた放送700回記念バージョンも制作された。

## ゲスト
2025年
- 2月28日 西原礼夏（「ドリーム声優オーディション2024」アリオ札幌店グランプリ受賞者）[199]
- 3月7日 ReoNa[200]
- 8月8日 水科塔子（「ドリーム声優オーディション2025」Aブロック大会ファイナル進出者）[201]
- 8月15日 のあ（「ドリーム声優オーディション2025」Aブロック大会ファイナル進出者）[202]

## メッセージゲスト
【K】は「かすみのお部屋」コーナー内での放送。
2025年
- 1月3日 DJ和（メッセージの他「新春開運ミックス」を放送）【K】、林原めぐみ【K】[470]
- 1月10日 LiSA【K】[471]
- 1月17日 佐藤友祐（lol）【K】[472]
- 1月31日 鈴木愛奈【K】[473]
- 2月21日 yama【K】[474]
- 2月28日 つむぎしゃち・大谷舞（キミのね）【K】[199]
- 3月14日 鈴木このみ【K】[475]
- 3月21日 KIHOW（MYTH&LOID）【K】、前田佳織里【K】[476]
- 3月28日 水樹奈々【K】[477]
- 4月4日 藍井エイル【K】、逢田梨香子【K】、きただにひろし【K】[478]
- 4月11日 あたらよ、内田雄馬【K】[479]
- 4月18日 nonoc【K】[480]
- 5月2日 Kenichi・Lenon（muque）[481]
- 5月16日 KIHOW（MYTH & ROID）【K】[482]
- 5月23日 ReoNa【K】[483]
- 5月30日 ペイトン尚未・鈴原希実（Liella!）[484]【K】
- 6月6日 氷川きよし【K】[485]
- 6月13日 Lia（shallm）【K】[486]
- 7月4日 岡咲美保【K】[487]
- 7月19日 梶原岳人【K】、河瀬詩（22/7）【K】[488]
- 7月25日 前島亜美【K】、Aimer【K】[489]
- 8月1日 LiSA【K】、JAM Project【K】[490]
- 8月8日 岬なこ【K】、青山なぎさ【K】[201]
- 8月15日 ナナヲアカリ【K】[202]

## スポンサー
過去のスポンサー
- Bar shakamark(2010年10月 - 2011年頃)
- インターナショナル・メディア学院札幌校（2011年秋 - 2012年3月頃）
- 北翔大学（2013年6月 - 8月、2014年6月6日 - 8月29日 CMのほか、最終曲の前に「北翔大学からのお知らせ」コーナーを実施）
- 代々木アニメーション学院札幌校（2015年12月4日 - 2016年1月29日 協力扱い、最終曲の前に「代アニわがままちゃんねる」コーナーを実施）
- 北海道芸術高等学校（2016年6月17日 - 2017年2月24日・2018年7月27日 - 2019年2月22日「ほくマメ」協力）
- アリオ札幌（2020年11月20日 - 12月11日 「かののお部屋」協力）
- AfterSchool（2021年12月10日 「アニソンアフタースクール」協力）
- WOWOW連続ドラマW「ゴールデンカムイ」（2024年11月22日 - 12月20日 マメ部日誌コーナーでのコラボの他NORTH WAVEパーソナリティのドラマ感想メッセージ入りの特別CMを挿入）

## スタッフ
- 妖精
  - 2代目ディレクター。マメ部リニューアル時から番組を担当。

過去のスタッフ
- D（初代ディレクター 土曜深夜終了とともに番組卒業）
- yuiyui
  - 番組初代プロデューサー。マメ部リニューアル後の番組内では「顧問」を担当。
  - 2011年11月6日（5日深夜）の1周年2時間スペシャル、2015年5月1日ゴールデンウィーク生放送スペシャル、2015年5月からの不定期コーナー「マンガ同好会」でスタジオ出演。
  - 2018年12月21日放送にて本人出演の上で卒業発表が行われ、2019年1月25日のマンガ同好会スペシャルを持って卒業[491]。その後2021年11月12日の生放送スペシャルの際にはイラスト付きの祝賀メッセージを贈った[492]。

## スペシャル放送
2024年
- 1月12日 - 13周年記念生放送スペシャル（1時間生放送）[597]

番組13周年を記念し、番組開始以来過去13年間の一番好きなアニメソングのリクエストを中心に生放送を展開。当初2023年11月24日放送を予定していたが、パーソナリティ片岡の新型コロナウイルス感染に伴い延期しリモート収録による通常放送を行い、翌年1月に振替実施。メッセージについては送付済みの物は有効とする一方で追加のメッセージ募集も行った。かすみのお部屋コーナーではリスナーとの生電話も行った。
- 1月19日 - 「ジョジョの奇妙な冒険 ファントムブラッド」ミュージカル公演記念スペシャル[600]（1時間録音放送）

3月26日-30日に札幌文化芸術劇場で開催予定のミュージカル「ジョジョの奇妙な冒険 ファントムブラッド」札幌公演に向けて、ジョジョの奇妙な冒険シリーズの特集を展開。リクエスト特集のほか、「Anison-R的聖地巡礼マップ」「アニカバー」コーナーでもジョジョの奇妙な冒険シリーズのメッセージを紹介した。
- 4月5日 - 700回記念スペシャル[91]（1時間録音放送）

放送通算700回を記念し、リスナーからのお祝いメッセージの紹介の他番組オリジナル缶バッジやアニメ映画「劇場版ブルーロック -EPISODE 凪-」ペア鑑賞券のリスナープレゼント、4月いっぱいまでの希望者全員へのマメ部カードプレゼントを行った。
- 11月11日 - 14周年記念生放送スペシャル[601]（1時間生放送）

番組14周年を記念したスペシャル放送。14周年に因み「この14年間のイチオシアニソン」をテーマとしたリクエストの募集紹介を中心に展開、かすみのお部屋では片岡の14年間の一押し楽曲として茅原実里「みちしるべ」を取り上げた。14周年に合わせた14曲のリクエスト楽曲と、片岡の選曲1曲を加え15年目に突入する事にちなみ全15曲の選曲による構成とし、エンディングではマメ部日誌でのWOWOWドラマ「ゴールデンカムイ -北海道刺青囚人争奪編-」とのコラボ企画が発表された。
- 12月27日 - Anison-R的紅白（1時間録音放送）

年末リクエスト企画「Anison-R的紅白」2024年版の結果発表を実施。

## イベント
- Anison-R@shakamark（2010年11月27日）[603]

番組スポンサーであるすすきのの「Bar shakamark」にて行われたオールアニソンクラブイベント。
- 第1回公開録音（2011年8月7日）

新千歳空港国内線ターミナル4階イベントスペースにて新千歳空港ターミナルビルの「北海道ショールーム」としてのリニューアル開業を記念して7月15日から8月21日まで展開された「FM NORTH WAVE スクエア」イベントの一環として、島みやえい子をゲストにトークやビンゴ大会を展開。公録の様子は8月13日深夜に放送された。
- さっぽろ雪まつり 公開録音（2012年 - 2017年 毎年2月上旬）

さっぽろ雪まつり大通公園西11丁目会場・FM NORTH WAVE「New Chitose Airport 北海道ショウルーム Studio」ステージにて公開録音やミニライブを展開する。真冬の屋外での開催のため、マメ部カード配布は行われない。2018年以降の公開放送ステージは雪まつり期間中の平日15:00 - 15:30の特別番組「NEW CHITOSE AIRPORT presents “HAPPINESS” SNOW FESTIVAL」にてアニメソング歌手等をゲストに迎えた公開生放送を実施し一部ステージで片岡が司会を担当する。
- 北海道薬科大学北薬祭 平田広明トークショー（2012年7月1日）

北海道薬科大学の大学祭「第37回北薬祭」2日目にて、声優の平田広明をゲストにトークショーを展開。
- Anison-R 〜マンガ・アニメ研究部〜 リニューアルパーティー!!（2012年10月15日）

札幌市のライブハウスKRAPS HALLにて行われた、番組の「マンガ・アニメ研究部」としてのリニューアルスタートを記念した有料イベント。高橋直純、Larval Stage Planning、Ray、DJ和をゲストにトーク・ライブ・ビンゴ大会を展開。2012年10月19日放送では、本イベントで行われた高橋直純へのインタビュートークが放送された。
- 新さっぽろサンピアザ公開録音（2013年1月3日）

札幌市厚別区サンピアザ1階光の広場で開催の正月イベント「新さつお正月 スペシャル★ちびっこステージ」にて、ULTRA-PRISMをゲストにトークやミニライブ、ジャンケン大会を展開。公開録音の様子は1月11日に放送された。
- 第64回さっぽろ雪まつり アニメクイズ大会（2013年2月10日）

第64回さっぽろ雪まつり大通公園西11丁目会場・ノースウェーブ北海道ショウルームStudioステージとその周辺で当日事前配布の整理券を受け取った先着200名の参加者で○×クイズ大会を展開。終盤には藍井エイルが出演して最終問題を出題、最後まで残った5名に新千歳空港ドラえもんわくわくスカイパークグッズがプレゼントされた。クイズ終了後には藍井のミニライブも開催。真冬の屋外での開催のためマメ部カード発行は行われなかった。
- Kalafina SPECIAL TALK in paseo テルミヌス広場

札幌駅地下街paseoセンター地下1階のテルミヌス広場にて、Kalafinaをゲストに新アルバム発売に合わせた公開録音やミニライブを行う。
- 第1回（2013年3月28日） - 4thアルバム「Consolation」発売に合わせて開催。公開録音の様子は4月5日に放送された。
- 第2回（2014年7月25日） - ベストアルバム「THE BEST “Red”」「THE BEST “Blue”」発売に合わせて開催。公開録音の様子は8月1日に放送された。
- 第3回（2015年9月11日）- 5thアルバム「far on the water」発売に合わせて開催。公開録音の様子は9月18日に放送された。

- アニメイト札幌店公開録音（2013年5月1日）

Anison-Rとアニメイト札幌店がコラボレーションし、札幌市中央区の丸大ビル5階アニメイト札幌店イベントスペースにてangelaをゲストに公開録音を行う。アニメイト札幌店にてangelaのアルバム「ZERO」購入者に先着で渡されるイベント参加券の所持者、もしくはNORTH WAVEホームページのイベント応募フォームから申し込み抽選で選ばれた30人が無料参加でき、アルバム購入者はイベント後の握手会にも参加できた。公録の様子は5月10日にかすみのお部屋コーナー内で放送された。マメ部カード発行は行われなかった。公録と抽選会の後にはアコースティックミニライブも行われた。
- 映画「キャプテンハーロック」プレゼントジャンケン大会（2013年8月24日）

サッポロファクトリーアトリウムで開催のFM NORTH WAVE・サッポロファクトリー20周年記念イベント「ハピネス★ビヤガーデン」にて、映画「キャプテンハーロック -SPACE PIRATE CAPTAIN HARLOCK-」の鑑賞券やグッズのセットを賭けたジャンケン大会を実施。
- FM NORTH WAVE xxTH ANNIVERSARY×KRAPS HALL xxTH ANNIVERSARY Anison-Rイベント（2013年 - 2016年 12月中旬）

FM NORTH WAVEとライブハウスKRAPS HALLの周年を記念して12月にKRAPS HALLにて行われたコラボライブイベント。公開録音、ミニライブ、マメ部カード配布などが行われた。
- 第65回さっぽろ雪まつり アニソンクイズ大会（2014年2月11日）

第65回さっぽろ雪まつり大通公園西11丁目会場・ノースウェーブ北海道ショウルームStudioステージとその周辺で○×クイズ大会を展開。マメ部カード配布は行われなかった。
- 祝☆5周年記念公開録音 in 新千歳空港国際アニメーション映画祭（2015年10月31日）

新千歳空港で行われる「新千歳空港国際アニメーション映画祭」の一環として新千歳空港国内線ターミナル2階センタープラザ特設ステージにて番組放送開始5周年記念を兼ねて米倉千尋をゲストに迎え公開録音を開催、公録ライブの他CD即売会とCD購入者対象のサイン会を行う。公開録音の様子は11月6日に放送。
このほか翌年11月6日にもアニメーション映画祭の一環として「「綾野ましろトーク&ミニライブ」 in 新千歳空港国際アニメーション映画祭2016」を綾野ましろをゲストに迎え開催し11月11日に公録を放送予定だったが、降雪による航空機運航の乱れに伴い開始予定を13時30分から16時に変更した後中止となった。
- Anison-R出張版!（2018年2月10・11日）[605]

新千歳空港国内線ターミナルビル2Fセンタープラザにて、「Anison-Rの春まつり!!」出演グループのメンバーをゲストに迎えて会場限定のトークイベントを開催。10日は「Anison-R出張版! ラックライフのトークまつり!! in 新千歳空港」としてラックライフのPON、11日は「Anison-R出張版! FLOW×GRANRODEOのトークまつり!! in 新千歳空港」としてFLOWからKOHSHI・KEIGO、GRANRODEOからKISHOWが出演。ゲストへの質問は2月8日まで募集。トークイベントの他「Anison-Rの春まつり!!」クリアファイルの配布やCD即売会も行われ、本イベント出演直後に収録した出演者へのインタビューが2月16日に放送された。
- Anison-Rの春まつり!!（2018年3月16日）

NORTH WAVE開局25周年を記念して、Zepp Sapporoにて大型アニメソングライブを開催。ゲストにFLOW×GRANRODEO、fhana、ラックライフ、ORESAMA、開演前やステージ転換時にDJプレイを行うお祭りDJとしてDJ和が出演。2018年1月20日の前売券一般発売の前に、NORTH WAVEホームページでのウェブ先行予約が2017年12月22日番組開始後23時から25日までの期間に実施、2018年1月12日から17日に最終先行WEB予約を実施。また、FLOW×GRANRODEOは第2期活動最後のライブとなった。
- 第6回新千歳空港国際アニメーション映画祭「はてな☆イリュージョン」 TVアニメ放送決定記念 スペシャルトークイベント！（2019年11月2日）[618]

新千歳空港国際アニメーション映画祭の特別プログラムの一環として、「はてな☆イリュージョン」のTVアニメ主題歌を担当するLiyuu・鈴木愛奈をゲストに迎えての有料公開録音イベント。10月15日には予定発売日前にチケットが誤発売されたため、10月21日に発売済みの座席数の確保と当初の予定販売席数を確保する特設席を設ける対応が発表された。公録の模様は11月22日に放送。
- STVラジオ×FMノースウェーブ「ログイン!アニパ★」（2020年1月11日）[620]

STVラジオ「藤井孝太郎のログイン!よる☆PA!」と本番組のコラボレーションによる札幌sound lab moleでのアニメソングイベント。ゲストに両番組と関係の深いDJ和を始めとして11月15日のAnison-Rにて春奈るな、11月24日のよるぱにてnonocの出演を発表。通常のスタンディングチケットの他、参加者の力をイベント制作のサポートとする企画チケットとして通常前売り料金3000円から500円増しの「アニパに力を分けてくれ！チケット」が70名分用意され特典として会場内でのラジオネーム掲載やイベント内でのラジオネーム読み上げが行われた。チケットは10月4日から20日まで先行発売、11月3日より一般発売。またかつての番組スポンサーである北海道芸術高等学校札幌校の生徒2名が場内アナウンス役としてイベントに参画した。1月17日放送ではかすみのお部屋コーナーにてnonoc・春奈るな・北海道芸術高等学校アナウンス担当生徒2名からの終演後メッセージ、DJ和とSTV藤井孝太郎アナウンサーへのイベント打ち上げ時収録のインタビューが放送された。
- ファンミーティング in アリオ札幌（2023年4月30日）[622]

アリオ札幌でのNORTH WAVE開局30周年記念イベントの一環として、アリオ札幌1階ハーベストコートにてゲストにnonoc・夜道雪を迎えてトークイベントやミニライブを開催。またゲストステージの他来場客参加型の○×クイズやマメ部カードの配布、番組カードホルダー持参者へのプレゼントを実施。トークパートの模様は5月5日に放送。また片岡は14時台の本イベントの他11時台にも同じくハーベストコートで開催の「アリオ札幌コスプレフェスティバル2023」ゲストの井澤詩織・亜咲花出演のトークイベント司会を担当。
協賛イベント
- きたまえ↑ 札幌☆マンガ・アニメフェスティバル 2014年開催（2014年9月14日 - 15日）

イベントに協力する道内民放ラジオ4局による合同企画「きたまえ↑サミット2014」のNORTH WAVE代表番組として参加。上記のきたまえサミット放送のほか、片岡が14日のアートホールロビーでの各番組パネル展示やアートホールアリーナでのステージイベントに出演、野外ステージでのアニメソングライブ「アニフォレ」での幕間進行アシスタントや番組PRを展開、15日は後半のみ幕間アシスタント出演。
- キタラジプレゼンツ!アニラジ コラボスペシャル!（2015年11月23日）

NHK・民放連共同ラジオキャンペーン in 北海道 「キタラジ」の一環として行われたイベント「キタラジ!フェスティバル in サッポロファクトリー」にて道内民放主要民放4局のアニメソング番組のPRステージとイントロクイズを展開、キタラジのNORTH WAVE代表パーソナリティのDJヤマタが本番組のPRを行った。
- No Maps presents『SAPPORO ANI-HIGH!!』supported by Anison-R & ANI-ON!

札幌市内で開催のクリエイティブコンベンションイベント「No Maps」の一環として行われたアニメソングライブ。当番組とエフエム北海道「ANI-ON!」が協賛し、片岡とANI-ON!パーソナリティの前田幸がライブ司会を担当した。
- 第1回（2016年10月15日） - Zepp Sapporoにて綾野ましろ、しょーとサーキットDS 柚子乃&RINA、和島あみ、AIKATSU☆STARS!、Mia REGINA、山崎エリイ、AiRI、田所あずさを迎え開催。
- 第2回（2017年10月15日） - KRAPS HALLにてMachico、MYTH & ROID、分島花音、ドサンコアクト枠（オープニングアクト）にIKUを迎え開催。

- ”お家からはじめる”Dream声優オーディション～君の声が未来を切り開く～

アリオを中心としたセブン&アイ・クリエイトリンクが運営するショッピングモールのPRアニメーションの出演者を募集する声優オーディション企画。アリオ札幌限定の副賞として、同店担当のグランプリ受賞者に当番組への出演権が与えられる。
2020年は4月29日 - 6月7日の応募期間中に番組内でオーディションのPRが行われ、その後グランプリ鈴木楓乃出演によるコーナーが2020年11月・12月に「かののお部屋」として放送された。
2021年は5月の本番組内の告知にて前年度グランプリ鈴木の感想コメントが紹介され、この年より本番組司会の片岡がアリオ札幌最終公開オーディションでの特別審査員として出演、11月19日放送にてグランプリ西村愛美がかすみのお部屋コーナーに出演し翌2022年には西村の担当コーナー「アミの小部屋」が設けられた。
2022年はグランプリささやまさやが翌年5月12日のかすみのお部屋コーナーに出演するとともに担当コーナー「ささやまさやがささやきます」が設けられた。
2023年はグランプリ戸井田来一が同年11月17日のかすみのお部屋コーナーに出演した。
2024年はグランプリ西原礼夏は翌年2月28日のかすみのお部屋コーナーに出演した。
2025年は全国4ブロックでのエリアオーディション制となり7月26日アリオ札幌でのAブロックオーディションで引き続き片岡が審査員として出演。ファイナルオーディション進出者から同年8月8日に水科塔子、8月15日にのあがかすみのお部屋コーナーに出演、9月28日のプライムツリー赤池ファイナルオーディション後にも再度出演を予定。

## トラブル
- 2016年1月8日放送では、冒頭部分に『ジルデコ FRIDAY SESSION』の音声が流れる不体裁が発生し、同日放送分が翌週1月16日（15日深夜）0:00 - 1:00に放送された[626][627]。「代アニわがままちゃんねる」コーナーは8日の初回放送時は1月10日の体験入学の情報が案内されていたが、体験入学後となる16日の再放送では1月31日開催の「声優未来オーディション」の案内に差し替えられた。
- 2020年12月18日放送では、番組後半に「アニソンリバイバル」コーナーの終盤の音声が同コーナーのメッセージ紹介・リクエスト曲音源より前に流れ、その後リバイバルのリクエスト曲音源の後に前半の「マメ部日誌」コーナーの終盤の音声が再度流れるといった不体裁が発生。2016年のケースと異なり振替再放送は行われなかった。

## エピソード
- 番組内では、男性声優歌手の楽曲を「兄ソン」と称している。
- マメ部リニューアル以降のゲストパートでは、「マメ部活動」の報告という形でゲストがお勧めの漫画・アニメ・ゲームを紹介する事が慣例となっている。
- 2013年11月1日の3周年記念生放送2時間スペシャルでは、藤井孝太郎（STVアナウンサー）からの「#Anison_R」タグつきのTwitterつぶやきに対し番組公式アカウントが返信を行い[628][629]、番組最後にはラジオネーム「某AMラジオのアニソン好き」名義で藤井アナからのメッセージメールが紹介された。また、翌年の4周年記念生放送2時間スペシャルでは藤井がAnison-R側からのオファーを受け生電話で出演し[630][631]、出演にあたってはSTVの編成社員の許可を得た。この他藤井は2014年8月29日の「きたまえ↑サミット2014」特集や2019年10月4日「かすみのお部屋」コーナーでの「ログイン!アニパ」イベント発表の際にも本番組にゲスト出演している。
- 生放送特番前には宅配ピザを食べて放送に臨むことが慣例となっており、放送前のTwitterにはピザの画像ツイートが投稿される[632]。
- 前の時間帯となる金曜22時台で放送されていた「HIP HOP VIVES」と後継の「mic snatchのこってりとしたラジオ」では「この後は片岡香澄のAnison-R」とクロスプログラム案内が行われており、その後2024年10月下旬から翌年初めにかけて「mic snatchのこってりとしたラジオ」にて「Anison-R ～マンガ・アニメ研究部～」の全番組名を言おうとするも効果音が挟まり全て言えずに番組が終了する展開が恒例となっていた。

### ユニットメンバー
1. ↑  平沢唯（豊崎愛生）、秋山澪（日笠陽子）、田井中律（佐藤聡美）、琴吹紬（寿美菜子）、中野梓（竹達彩奈）
2. 1 2  一十木音也（寺島拓篤）、聖川真斗（鈴村健一）、四ノ宮那月（谷山紀章）、一ノ瀬トキヤ（宮野真守）、神宮寺レン（諏訪部順一）、来栖翔（下野紘）
3. ↑  一十木音也（寺島拓篤）、聖川真斗（鈴村健一）、四ノ宮那月（谷山紀章）、一ノ瀬トキヤ（宮野真守）、神宮寺レン（諏訪部順一）、来栖翔（下野紘）、愛島セシル（鳥海浩輔）
4. 1 2  高海千歌（伊波杏樹）、桜内梨子（逢田梨香子）、松浦果南（諏訪ななか）、黒澤ダイヤ（小宮有紗）、渡辺曜（斉藤朱夏）、津島善子（小林愛香）、国木田花丸（高槻かなこ）、小原鞠莉（鈴木愛奈）、黒澤ルビィ（降幡愛）
5. ↑  天道輝（仲村宗悟）、桜庭薫（内田雄馬）、柏木翼（八代拓）
6. ↑  サーバル（尾崎由香）、フェネック（本宮佳奈）、アライグマ（小野早稀）
7. ↑  ロイヤルペンギン（佐々木未来）、コウテイペンギン（根本流風）、ジェンツーペンギン（田村響華）、イワトビペンギン（相羽あいな）、フンボルトペンギン（築田行子）
8. ↑  源さくら（本渡楓）、二階堂サキ（田野アサミ）、水野愛（種田梨沙）、紺野純子（河瀬茉希）、ゆうぎり（衣川里佳）、星川リリィ（田中美海）
9. 1 2  愛城華恋（小山百代）、神楽ひかり（三森すずこ）、天堂真矢（富田麻帆）、星見純那（佐藤日向）、露崎まひる（岩田陽葵）、大場なな（小泉萌香）、西條クロディーヌ（相羽あいな）、石動双葉（生田輝）、花柳香子（伊藤彩沙）
10. ↑  上原歩夢（大西亜玖璃）、中須かすみ（相良茉優）、桜坂しずく（前田佳織里）、朝香果林（久保田未夢）、宮下愛（村上奈津実）、近江彼方（鬼頭明里）、優木せつ菜（楠木ともり）、エマ・ヴェルデ（指出毬亜）、天王寺璃奈（田中ちえ美）
11. ↑  山田一郎（木村昴）、山田二郎（石谷春貴）、山田三郎（天﨑滉平）、碧棺左馬刻（浅沼晋太郎）、毒島メイソン理鶯（神尾晋一郎）、入間銃兎（駒田航）、神宮寺寂雷（速水奨）、伊弉冉一二三（木島隆一）、観音坂独歩（伊東健人）、飴村乱数（白井悠介）、夢野幻太郎（斉藤壮馬）、有栖川帝統（野津山幸宏）
12. ↑  スペシャルウィーク（和氣あず未）、サイレンススズカ（高野麻里佳）、トウカイテイオー（Machico）、ウオッカ（大橋彩香）、ダイワスカーレット（木村千咲）、ゴールドシップ（上田瞳）、メジロマックイーン（大西沙織）
13. ↑  澁谷かのん（伊達さゆり）、唐可可（Liyuu）、嵐千砂都（岬なこ）、平安名すみれ（ペイトン尚未）、葉月恋（青山なぎさ）、桜小路きな子（鈴原希実）、米女メイ（薮島朱音）、若菜四季（大熊和奏）、鬼塚夏美（絵森彩）
14. ↑  鹿乃子のこ（潘めぐみ）、虎視虎子（藤田咲）、虎視餡子（田辺留依）、馬車芽めめ（和泉風花）